# La Felicidad de Rosales
La Felicidad de Rosales är en ort i Mexiko.   Den ligger i kommunen Coyuca de Benítez och delstaten Guerrero, i den södra delen av landet, 270 km söder om huvudstaden Mexico City. La Felicidad de Rosales ligger 781 meter över havet och antalet invånare är 431.
Terrängen runt La Felicidad de Rosales är lite bergig. Runt La Felicidad de Rosales är det ganska glesbefolkat, med 25 invånare per kvadratkilometer. Närmaste större samhälle är Río Santiago, 13,1 km väster om La Felicidad de Rosales. I omgivningarna runt La Felicidad de Rosales växer huvudsakligen savannskog.